# Фернандо Клавіхо
Фернандо Каетано Клавіхо Седрес (ісп. Fernando Caetano Clavijo Cedrés; нар. 12 січня 1956, Мальдонадо, Уругвай) — уругвайсько-американський футболіст і тренер, а також гравець в шоубол і міні-футбол. Нині працює технічним директором у футбольному клубі «Даллас».

## Клубна кар'єра

### Футбол
Клавіхо розпочав свою професійну кар'єру у віці 16 років в уругвайському клубі «Атенас». Він провів шість сезонів з «Атенасом» на позиції форварда.
У 1979 році Клавіхо і його дружина переїхали в Сполучені Штати для того, щоб він став грати за «Нью-Йорк Аполло» в американській футбольній лізі. «Нью-Йорк Аполло» змінив свою назву на «Нью-Йорк Юнайтед» у період між 1979 і 1980 роком. Клавіхо потім провів два сезони з Юнайтед.
У 1983 році він переїхав у «Голден Бей Ерсквейкс» з Північноамериканської футбольної ліги. У 1984 році він був включений у команду всіх зірок ліги.

### Шоубол
Клавіхо почав грати в шоубол, кар'єра в якому швидко затьмарила його футбольну кар'єру в 1981 році з «Нью-Йорк Ерроуз» в Major Indoor Soccer League. Цей крок також змінив позицію гравця з нападника на захисника.
У 1984 році він переїхав у «Сан-Дієго Соккерз», де зробив внесок у виграші трьох чемпіонатів за чотири роки зі своєю командою. У 1988 році він покинув Соккерз і перейшов до «Лос-Анджелес Лейзерс».
Останнім клубом Клавіхо став «Сент-Луїс Сторм», в який він перейшов у 1989 році. У 1992 році він завершив свою кар'єру в шоуболі і вирішив зосередитися виключно на матчах за збірну США. У 2014 році він був введений в Залу слави шоуболу.

## Кар'єра в збірній

### Футбол
Його кар'єра в шоуболі не завадила йому бути викликаним до збірної США, вперше він був викликаний 21 листопада 1990 року на товариський матч проти збірної СРСР у Порт-оф-Спейн.
Він зіграв у декількох турнірах за команду зі зірково-смугастим прапором, таких як Золотий кубок КОНКАКАФ, що команда виграла в 1991 році, Кубок короля Фахда 1992 (третє місце), Кубок Америки 1993 і Золотий кубок КОНКАКАФ 1993 (друге місце).
Але його найбільшим змаганням стало включення у заявку на домашній чемпіонат світу 1994 року, на який Клавіхо був викликаний сербським тренером Борою Милутиновичем. Він зіграв три матчі з чотирьох: в груповому етапі 22 червня 1994 проти Колумбії (перемога 2:1) і 26 червня проти Румунії (поразка 0:1), в 1/8 фіналу 4 липня проти Бразилії (поразка 0:1). Це був його останній матч у кар'єрі. На самому чемпіонаті він був найстаршим гравцем в команді, і третім на турнірі після камерунців Роже Мілла і Жозефа-Антуана Белла.

### Футзал
У складі збірної США з футзалу виграв срібні медалі чемпіонату світу з футзалу 1992 року. Зіграв на турнірі 7 матчів і забив 1 м'ячі. Загалом же провів за футзальну збірну 8 матчів, забив 2 м'ячі.

## Тренерська кар'єра
Тренерська кар'єра Клавіхо почалася 1991 року з «Сент-Луїс Сторм», де він був граючим тренером.
1994 року він став головним тренером команди «Сієтл Сідогс» з Континентальної Ліги Шоуболу (CISL). 1997 року він був визнаний тренером року CISL, вигравши лігу.
1998 року Фернандо переїхав у клуб «Флорида ТандерКетс» з Національної професійної футбольної ліги, і паралельно допомагав екс-тренеру збірної США Борі Милутиновичу зі збірною Нігерії на чемпіонаті світу 1998 року.
Після турніру Клавіхо пішов за Борою в MLS, допомагаючи йому з «МетроСтарз» в 1999 році, який досяг найгіршого сезону серед всіх команд в історії ліги. Він покинув клуб наступного року, після чого приєднався до «Нью-Інгленд Революшн», але був звільнений у середині сезону 2002 року після поганих результатів.
1998 року він також працював головним тренером збірної США з футзалу.
16 жовтня 2003-го Клавіхо був призначений Федерацією футболу Гаїті новим тренером національної збірної Гаїті з місією вивести її на чемпіонат світу 2006 року. У кваліфікації на «мундіаль», Гаїті подолав Теркс і Кайкос (5-0, 2-0), а потім поступився збірній Ямайки (1-1, 0-3), хоча слід зазначити, що Гаїті грав свої домашні матчі в місті Маямі (США). Після вильоту Гаїті, 6 жовтня 2004 року Федерація звільнила його.
22 грудня 2004 року, «Колорадо Рапідз» найняв Клавіхо головним тренером команди. Тренер Клавіхо пішов з «Колорадо» 20 серпня 2008 року.
У 2009 році очолював футбольний клуб «Маямі». З 2012 року, Клавіхо служить технічним директором у клубі MLS «Даллас».
Клавіхо був введений до Залу слави США з футболу у 2005 році.

## Досягнення
- Переможець Золотого кубка КОНКАКАФ: 1991
- Срібний призер Золотого кубка КОНКАКАФ: 1993